# Руайи
Руайи́ (фр. Roilly) — коммуна во Франции, находится в регионе Бургундия. Департамент коммуны — Кот-д’Ор. Входит в состав кантона Преси-су-Тий. Округ коммуны — Монбар.
Код INSEE коммуны — 21529.

## Население
Население коммуны на 2010 год составляло 38 человек.
| 1962 | 1968 | 1975 | 1982 | 1990 | 1999 | 2010 |
| ---- | ---- | ---- | ---- | ---- | ---- | ---- |
| 44   | 46   | 28   | 27   | 39   | 36   | 38   |

## Экономика
В 2010 году среди 24 человек трудоспособного возраста (15—64 лет) 18 были экономически активными, 6 — неактивными (показатель активности — 75,0 %, в 1999 году было 69,6 %). Из 18 активных жителей работали 17 человек (9 мужчин и 8 женщин), безработным был 1 мужчина. Среди 6 неактивных 1 человек был учеником или студентом, 4 — пенсионерами, 1 был неактивным по другим причинам.